# Schillerdenkmal (Stuttgart 1839)

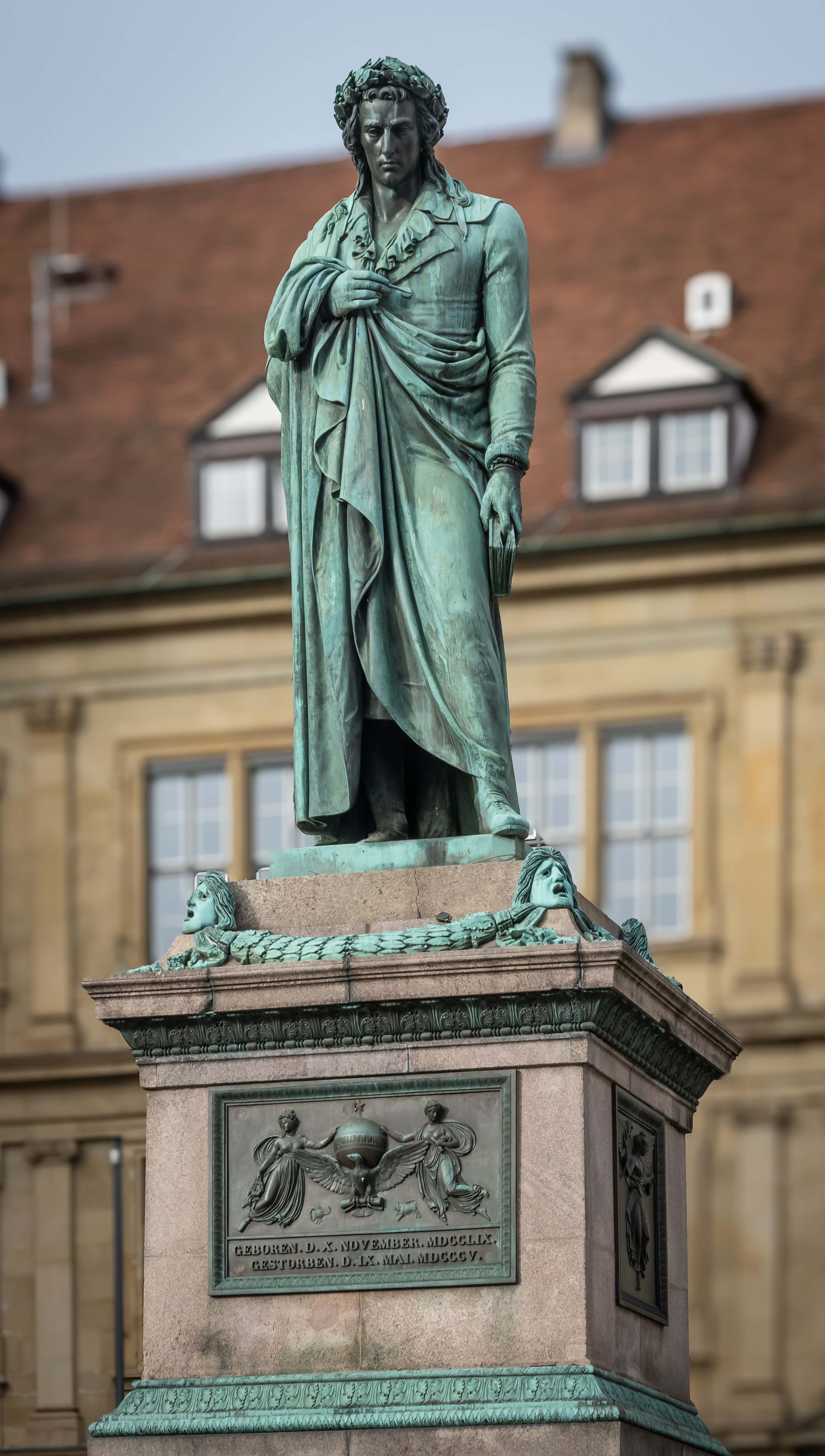
Schillerdenkmal auf dem Schillerplatz in Stuttgart.

Das Schillerdenkmal auf dem Schillerplatz in Stuttgart war das erste große Dichterdenkmal in Deutschland und das erste bedeutende Schillerdenkmal. Das Standbild, ein Hauptwerk der europäischen Plastik des Klassizismus, wurde nach dem Modell des dänischen Bildhauers Bertel Thorvaldsen von Johann Baptist Stiglmaier in München in Bronze gegossen. Die architektonische Gestaltung des Denkmals erfolgte nach den Plänen von Nikolaus von Thouret und Gottlieb Bindesbøll. Die Enthüllung des Denkmals fand 1839 statt.
In Stuttgart steht beim Staatstheater ein weiteres Schillerdenkmal von Adolf von Donndorf aus dem Jahr 1913.

## Lage

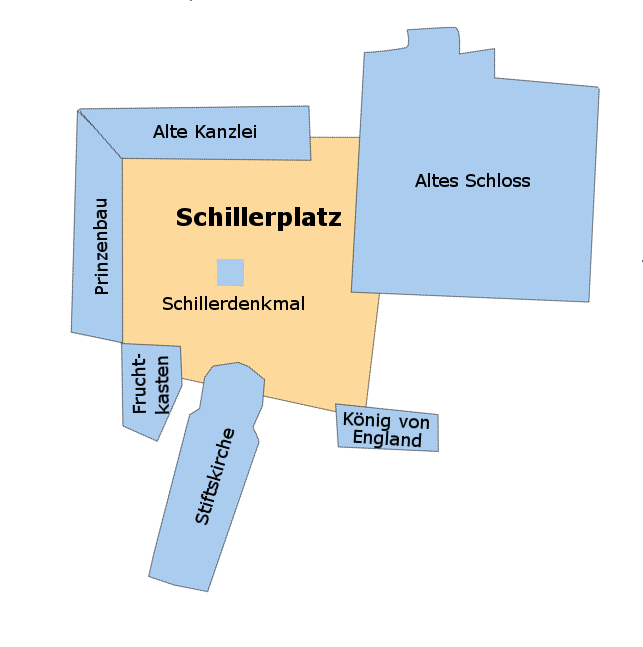
Schillerplatz, Schemaplan.
Norden: links oben.

Das Schillerdenkmal steht „im Mittelpunkt des Schillerplatzes, dieses architektonisch schönsten Platzes von Stuttgart, der auch einer der schönsten Plätze Deutschlands ist“, wie der Stuttgarter Heimatforscher Gustav Wais voller Lokalstolz in seinem Schillerbuch bemerkte.
Das Denkmal ist rings umgeben von geschichtsträchtigen öffentlichen Gebäuden. Schiller richtet den Blick auf das Alte Schloss und wendet dem Prinzenbau den Rücken zu. Zu seiner Linken erstreckt sich die Alte Kanzlei und zur Rechten erhebt sich die Stiftskirche und daneben der Fruchtkasten. Die umgebenden Gebäude lassen dem Denkmal genügend Freiraum, so dass es seine Wirkung entfaltet, sind aber auch nicht so weit entfernt, dass ein Gefühl der Leere auf dem Platz entstehen könnte.
Wenn Wochenmarkt ist, während des Weindorfs und des Weihnachtsmarkts wird die Staue, umringt von Ständen und Menschen, kaum wahrgenommen.

## Beschreibung
| Übersicht             | Übersicht |
| --------------------- | --- |
| Standbild und Reliefs | Bertel Thorvaldsen |
| Guss                  | Johann Baptist Stiglmaier |
| Architektur           | Nikolaus von Thouret |
| Auftraggeber          | Stuttgarter Liederkranz Schillerverein Stuttgart |
| Material              | Standbild, Reliefs und Ornamente: Bronze Sockel: Granit Unterbau: Sandstein Kandelaber: Gusseisen                                                     |
| Maße                  | Gesamthöhe: 9,56 m, Breite: 9,70 m Standbildhöhe: 3,86 m Sockelhöhe: 4,56 m, Breite: etwa 4 m Unterbauhöhe: 1,14 m, Breite: 9,70 m Kandelaber: 2,44 m |
| Entstehung            | 1835/1836: Tonmodell von Bertel Thorvaldsen 1836: Gipsmodell von Wilhelm Matthiä 1838: Guss von Johann Baptist Stiglmaier                             |
| Grundsteinlegung      | 22. November 1838 |
| Enthüllung            | 8. Mai 1839 |

### Aufbau
Schillers Standbild erhebt sich über einem Sockel, der auf einem fünfstufigen Unterbau ruht. Das Denkmal hat eine Gesamthöhe und -breite von je etwa zehn Metern. Das doppelt lebensgroße Standbild ist fast vier Meter hoch, der Sockel (Postament) ist mit etwa 4 ½ Metern etwas höher als die Statue, und der Unterbau ist etwa einen Meter hoch. Genaue Maße: siehe Übersicht.
Das Standbild ruht auf einer bronzenen Basisplatte (Plinthe) über einer breiteren Granitplatte. Diese wird an den Kanten von einer vierteiligen bronzenen Blattgirlande mit tragischen Masken an den Ecken umkränzt.
Der Sockel besteht aus rötlichem Schwarzwaldgranit aus der Gegend von Bad Wildbad. Er setzt sich aus einer breiten Basisplatte und zwei übereinandergesetzten quaderförmigen Blöcken zusammen. Der schmucklose untere Block ist geringfügig breiter als der obere und schließt mit einer bronzenen Blattwerkleiste ab. Der obere Block trägt an den Seiten vier bronzene Reliefplatten und wird von einer überkragenden Dachplatte bekrönt, deren Kehlung ebenfalls eine bronzene Blattwerkleiste ziert.
Der Unterbau aus rötlichem Schwarzwälder Sandstein steigt in fünf Stufen zu einer Plattform auf, die den vier Meter breiten Sockel umgibt. Die großen Quader an den Ecken (Eckpodeste) wurden 1841 mit Kandelabern bekrönt, die seit dem Ende des Zweiten Weltkriegs verschwunden sind. Das quadratische Areal des Schillerdenkmals wurde (wie heute noch die Jubiläumssäule auf dem Schlossplatz) anfänglich durch Eisenketten, ab 1880 durch einen niedrigen Gitterzaun von dem umgebenden Platz abgesperrt. Auch der Gitterzaun wurde aufgegeben, so dass das Denkmal frei zugänglich wurde.

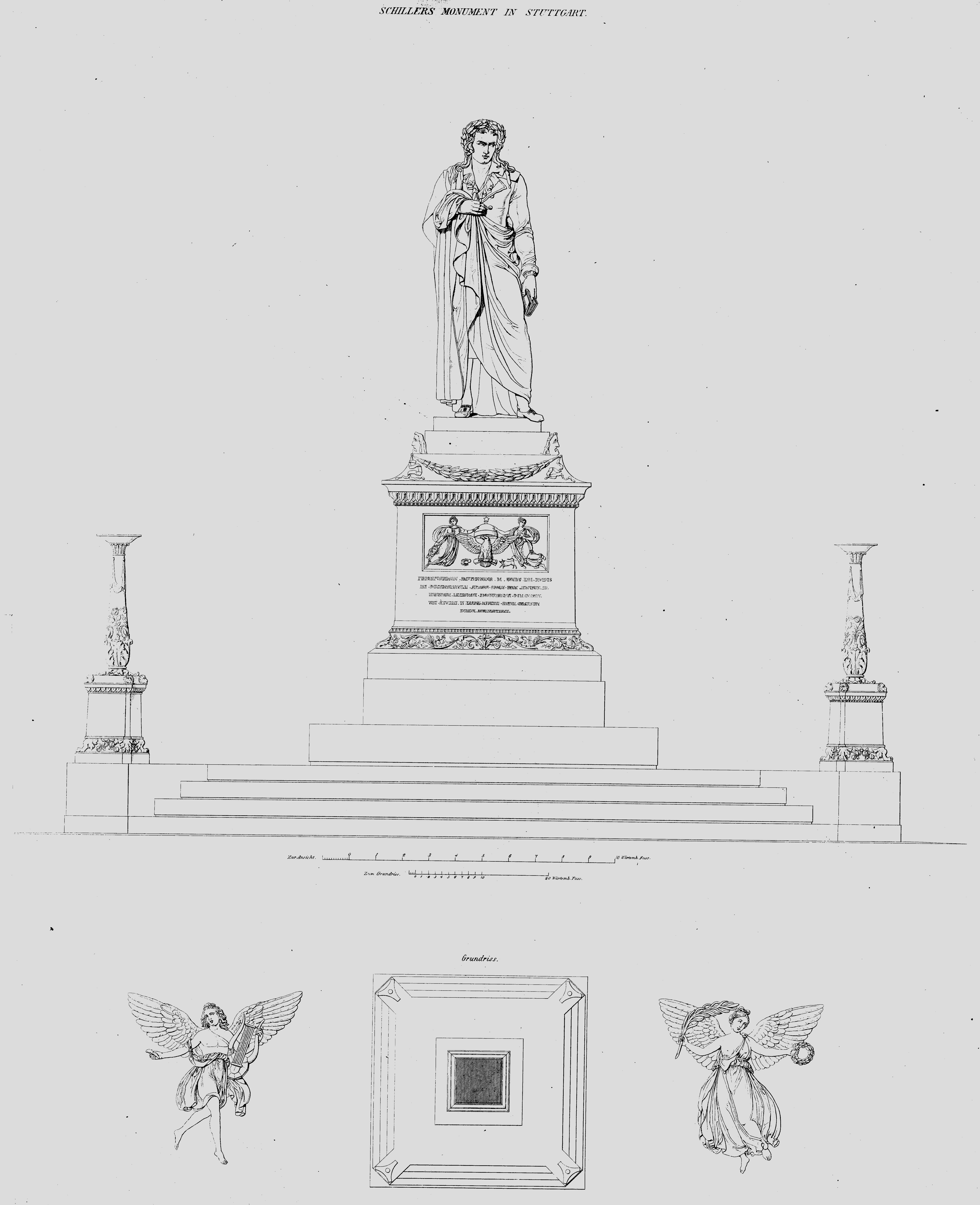
Gottlieb Bindesbøll Entwurfszeichnung, 1839.

### Standbild

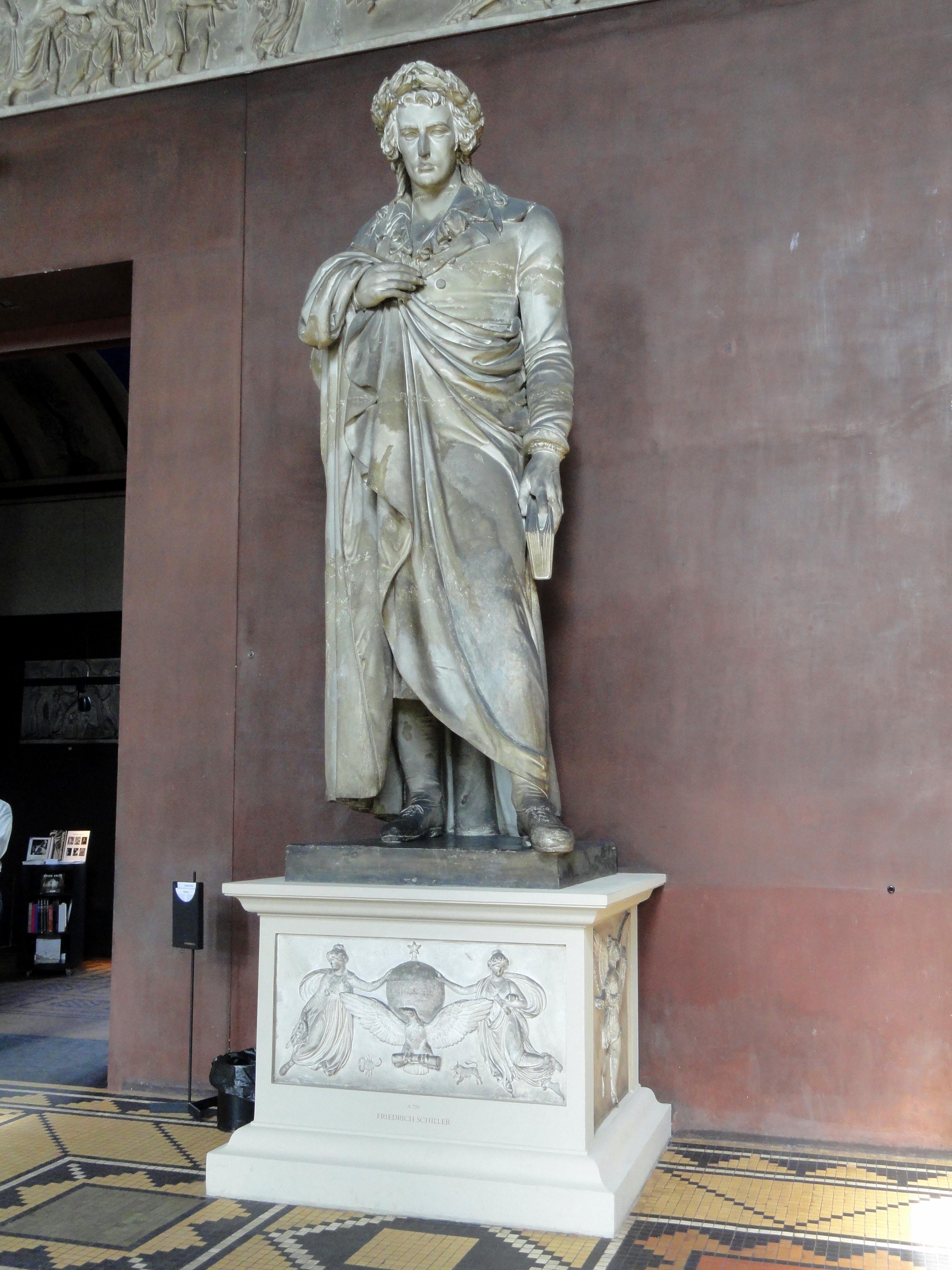
Gussmodell des Schillerstandbilds, 1836.

Das Standbild zeigt den Dichter als mannhafte imposante Erscheinung mit kraftvoller Gestalt und breiten Schultern. Körper- und Kopfhaltung strahlen innere Sammlung aus, das vorgestellte linke Bein scheint gleichzeitig auf die innere Bewegung des Dichters hinzudeuten.

#### Kopf
Der gesenkte Kopf des Dichters verleiht ihm das besinnliche Aussehen eines in sich gekehrten Denkers, das vielen Kritikern als Demutsgeste erschien und im Widerspruch stand mit dem Bild des erhabenen und entrückten Dichters der Freiheit, dessen Blick in unbekannte Weiten schweift. Bertel Thorvaldsen äußerte sich selbst zu seiner Darstellung des Dichters:
„Ich denke diese Statue von Erz wird wohl 300, wohl 500 Jahre stehen, und dann werden die Leute nicht mehr tadeln, warum ich dem Dichter keine übermütige und herausfordernde Haltung gegeben habe. Ich glaubte, den mitten in einer frivolen Zeit gleichwohl ernst und tragisch gebliebenen Dichter dantesk auffassen zu müssen.“
Schillers hohen, fast rechteckigen Kopf umrahmt ein üppiger Lorbeerkranz aus Blättern und Beeren, der ihn zu einem poeta laureatus erhebt und ihn Horaz, Dante und Petrarca gleichsetzt. Unter dem Kranz quillt das gelockte Haar hervor, das sich in die Stirn kräuselt und bis zur Schulter hinabwallt. Aus dem offenen Kragen des Rüschenhemds („Schillerkragen“) ragt unbedeckt der lange, starke Hals heraus. Die obere, im Umriss fast quadratische Schädelpartie verengt sich an den ausgeprägten Wangenknochen zu einer wesentlich schmäleren Mundpartie, so dass das durchaus männliche Gesicht fast eingefallen und asketisch erscheinen könnte. Die scharf gezeichneten einzelnen Teile des Gesichts vereinigen sich zu klassischen, idealisierten Gesichtszügen, so dass Schiller  „zusammen mit der apollinischen Haartracht als antiker Heroe anmutet“:
- Die hohe gerade Stirn mit den an der Nasenwurzel entspringenden tiefen Denkerfalten endet in wulstig hervortretenden Brauenbögen, die sich über den tiefliegenden Augenhöhlen wölben.
- Die hervorspringende schlanke Nase verläuft streng geradlinig, bevor sie sich an der Spitze unvermittelt zum Haken krümmt.
- Der vorgewölbte Mund zeigt prägnante, ausdrucksvolle Lippen und einen nach unten gezogenen rechten Mundwinkel.
- Das Gesicht endet in einem breiten, zugespitzten Kinn.

| |
| Schillerkopf nach Bertel Thorvaldsen (1839), Frontalansicht und Dreiviertelprofil. Zum Vergleich: Schillerkopf nach Adolf von Donndorf (1913) und Johann Heinrich Dannecker (1810). |

#### Körper
Die kraftvolle, breitschultrige Statur des Dichters ist in eine halb antikisierende, halb modische Bekleidung gehüllt. Unter einem toga-ähnlichen Umhang, der an die Dichter und Philosophen der Antike erinnern soll, trägt Schiller eine zeitgemäße Kleidung aus offenem Rüschenhemd, knielangem Gehrock und geschnürten Halbschuhen. Mit dem angewinkelten rechten Arm rafft er den über die rechte Schulter fallenden Umhang, so dass der Gehrock über dem linken Oberkörper und Arm sichtbar wird. Das linke Bein setzt Schiller in Schreitstellung vor, so dass sich der Fuß über den Rand der Plinthe schiebt. Der enganliegende Gehrock und das linke Bein, das sich deutlich unter der Toga abzeichnet, lassen einen wohl geformten, muskulösen Körper vermuten.
In den Händen hält Schiller die Insignien des Dichters: in der rechten Hand einen Schreibgriffel und am gestreckten linken Arm ein Buch. Der eingeklemmte Zeigefinger als Lesezeichen unterstreicht die Haltung des Dichters, der nachdenklich innehält.

### Reliefs
An den Seitenwänden des Denkmalsockels sind vier Reliefs angebracht. Drei Reliefs wurden nach Skizzen von Bertel Thorvaldsen aus dem Jahr 1835 von seinem Schüler Wilhelm Matthiä 1836/1837 in Gips modelliert (Abbildungen 1, 3 und 4 nach Lithographien von Franz Seraph Hanfstaengl). Das Gipsmodell für das hintere Relief schuf Thorvaldsen 1835 (Abbildung 2 nach einem Stich von Albert-Désiré Barre). Die vier Reliefs wurden 1838 unter der Leitung von Johann Baptist Stiglmaier in der Königlichen Erzgießerei in München gegossen.

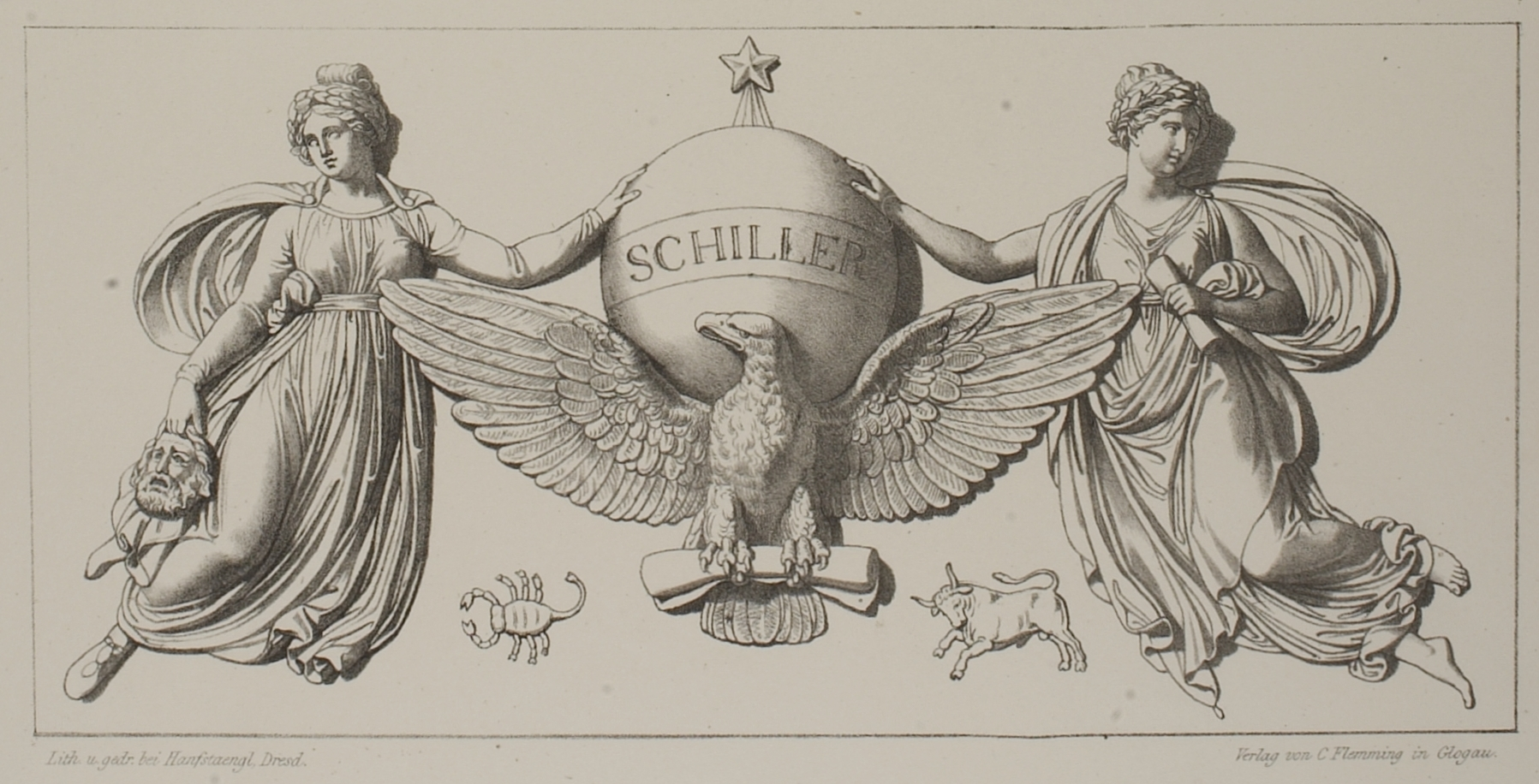
1. Schillers Apotheose.
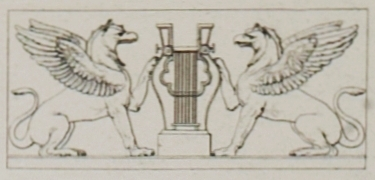
2. Zwei Greifen mit Leier.

| Nr. | Position | Gebäude gegenüber | Relief |
| --- | -------- | ----------------- | --- |
| 1   | vorn     | Altes Schloss     | „Schillers Apotheose“. Beschreibung des Reliefs nach Bertel Thorvaldsen: „Der Aar, der unter allen Wesen der Schöpfung am nächsten zum Himmel hinansteigt, trägt in der Apotheose, Werke des Dichters empor; die Kugel hier als Bild der Ewigkeit, enthält Schillers Name, der unter die seltensten Sterne, die Kometen, als Sinnbild des Genies verpflanzt ist. Die tragische und lyrische Muse stützen die Kugel, und zeigen uns, wodurch Schiller sich verewigte; unten zeigen uns, die zwei Zeichen des Zodiacus den Geburts- und Sterbemonat andeutend, dass es sich um einen bereits Abgeschiedenen handelt, und dass Deutschland seinem Dichter – (welches die einfache Inschrift des Denkmals werden soll) – keine Schmeichelei, sondern nur die verdiente Anerkennung zollt.“ Inschrift unten (fehlt in der Abbildung): Geboren d. X. November MDCCLIX, Gestorben d. IX. Mai MDCCCV. |
| 2   | hinten   | Prinzenbau        | Zwei Greifen mit Leier. Inschrift unten (fehlt in der Abbildung): Errichtet MDCCCXXXIX. |
| 3   | links    | Stiftskirche      | Mit ausgebreiteten Flügeln emporsteigender Genius der Poesie mit Leier und Plektrum. |
| 4   | rechts   | Alte Kanzlei      | Mit entfalteten Flügeln schwebende Siegesgöttin Viktoria mit Lorbeerkranz und Palmzweig. |

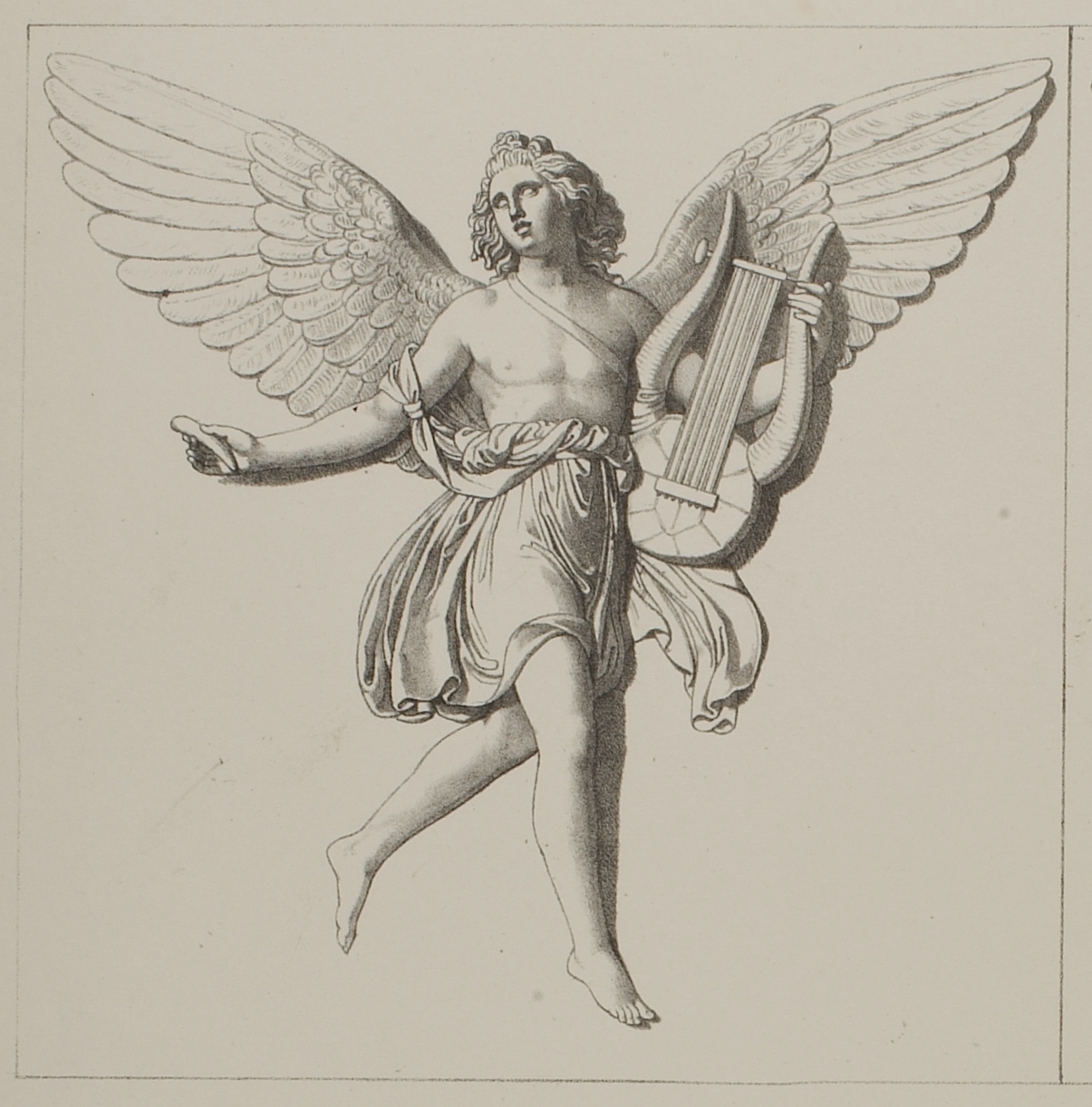
3. Genius der Poesie.
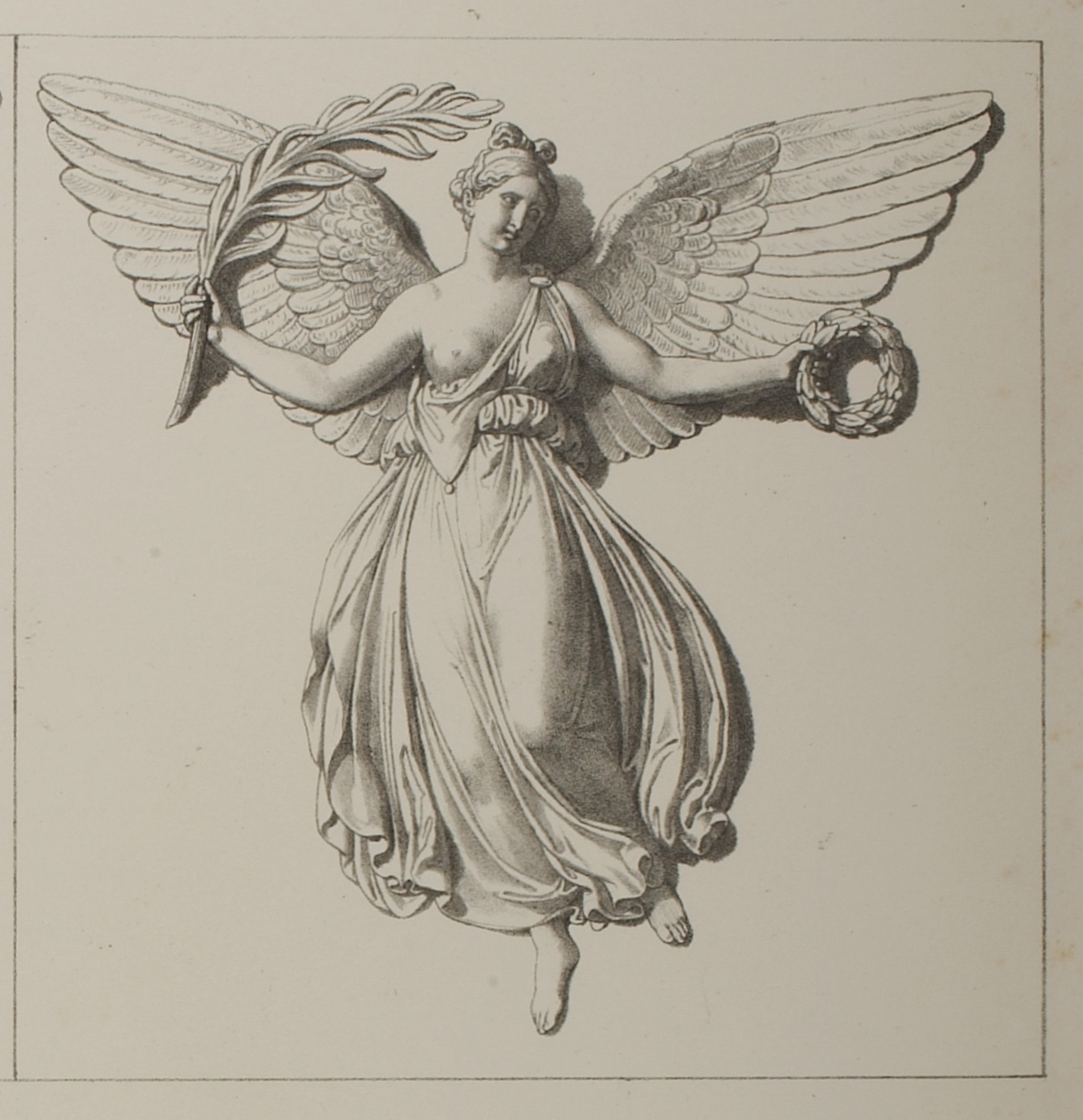
4. Siegesgöttin Viktoria.

## Geschichte

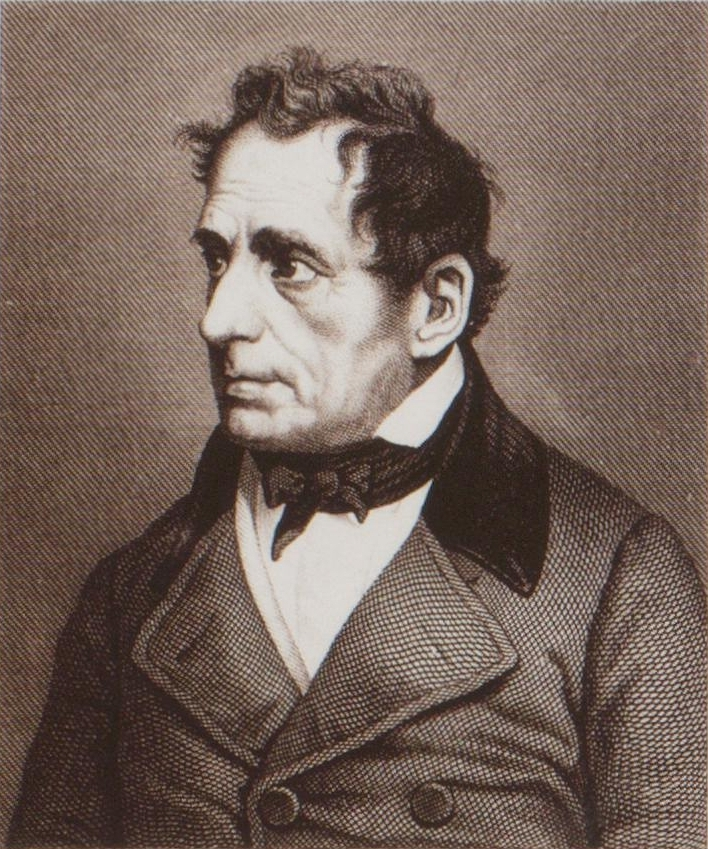
Albert Schott, Initiator des Schillerdenkmals.
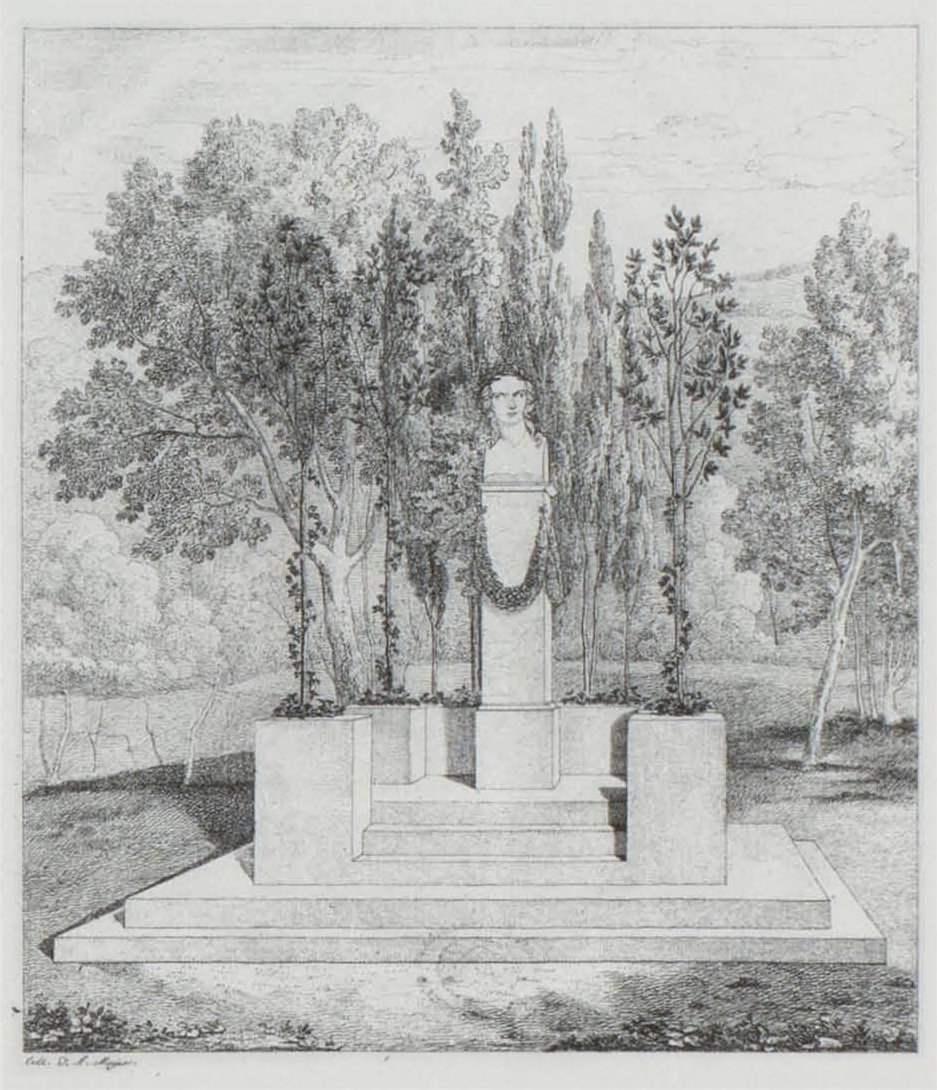
Erstes Schillerfest 1825 mit Danneckers Schillerbüste.
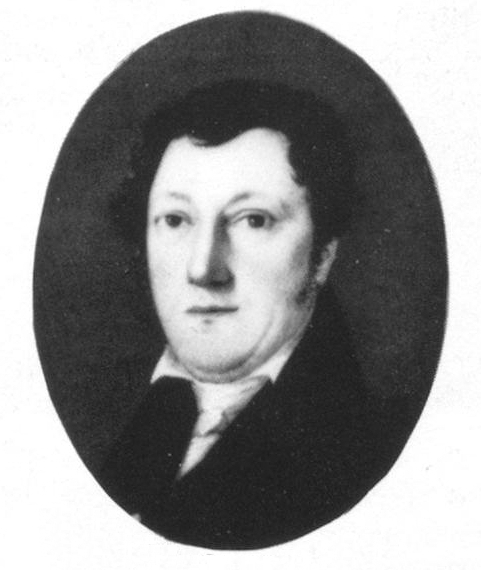
Georg Reinbeck, Vorsitzender des Schillervereins ab 1834.
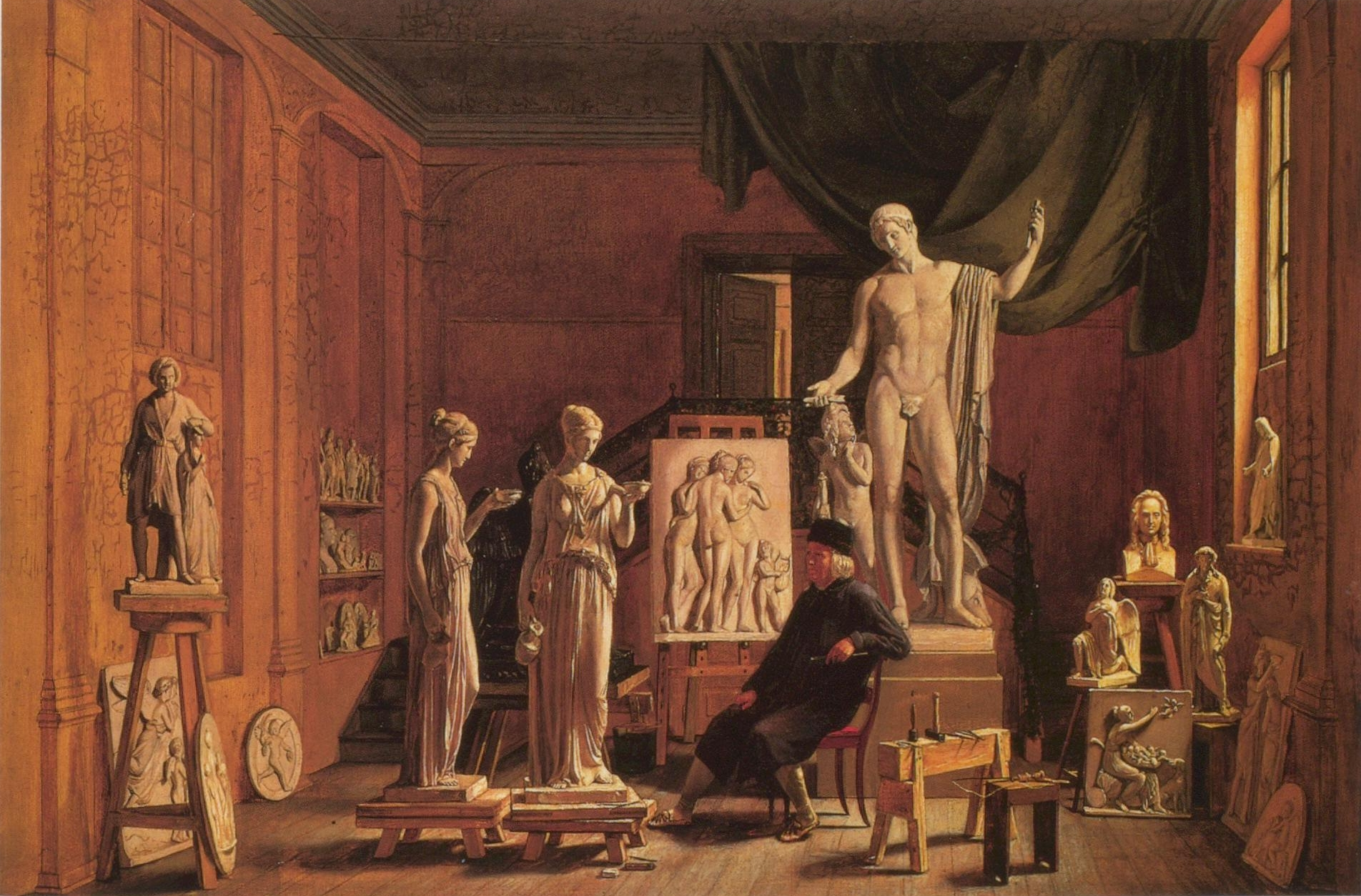
Thorvaldsen in seinem Atelier, 1840. Rechts vor dem Fenster: Bozzetto seines Schillerstandbilds.

### Vorgeschichte
Im Jahr 1824 wurde der Männergesangverein Stuttgarter Liederkranz gegründet. Erster Vorsitzender wurde der liberale Kammerabgeordnete Albert Schott. Anfang 1825 wurde die von ihm verfasste Vereinssatzung verabschiedet, in der festgelegt wurde, dass „der Liederkranz alljährlich um die Zeit von Schillers Todestag ein Fest zu dessen Andenken feire und damit die Absicht verbinde, dem großen Landsmann ein Denkmal zu errichten“. Das selbstbewusste aufstrebende Bürgertum wollte mit dem geplanten Denkmal nicht nur dem Dichterfürsten huldigen, sondern ihn auch als Symbolfigur der eigenen Emanzipationsbestrebungen und der nationalen Einigungsbemühungen herausstellen.
Damit war der symbolische Grundstein für das spätere Schillerdenkmal gelegt. Am 9. Mai 1825,  zum 20. Todestag von Schiller, fand das erste Schillerfest mit Tausenden von Teilnehmern in einem öffentlichen Garten statt. Im Mittelpunkt stand ein improvisiertes Denkmal mit der berühmten Kolossalbüste Schillers, die Johann Heinrich Dannecker zwischen 1796 und 1806 geschaffen hatte. Bei diesem wie bei den nächsten Schillerfesten wurden eifrig Spenden eingesammelt für das künftige Schillerdenkmal. 1826 wurde innerhalb des Liederkranzes eine Kommission gebildet, der „Verein für das Denkmal Schillers in Stuttgart“, der die Bestrebungen zur Errichtung des Denkmals bündeln sollte. Erster Vorsitzender des Schillervereins war Albert Schott. 1827 kaufte der Liederkranz ein fünf Morgen großes Feld („Schillerfeld“) vor der Stadt, auf dem das zukünftige Schillerdenkmal errichtet werden sollte. (Anfang des 20. Jahrhunderts wurde auf dem Gelände der neue Stuttgarter Hauptbahnhof errichtet. Die Straße, die sich vom Hauptbahnhof nach Osten erstreckt, trägt zur Erinnerung den Namen Schillerstraße.) Albert Schott trat 1834 wegen Überlastung vom Vorsitz des Schillervereins zurück. Ihm folgte der Gymnasialprofessor Georg Reinbeck, der in den kommenden Jahren mit großem Eifer das Denkmalprojekt vorantrieb.

### Realisierung

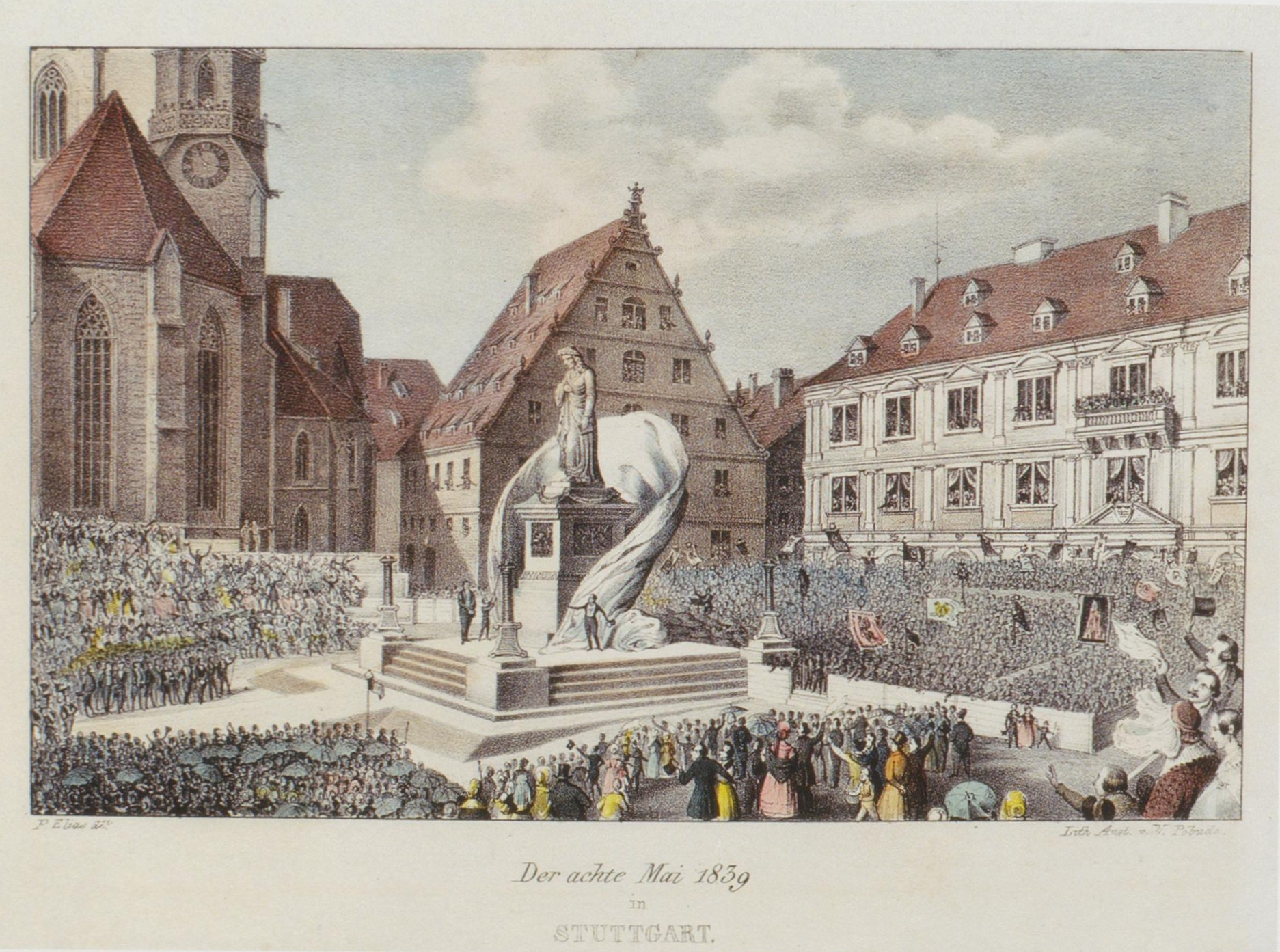
Einweihung des Schillerdenkmals am 8. Mai 1839 (Eckpodeste mit Kandelaberattrappen).

1830 traf sich eine Abordnung des Schillervereins in München mit Bertel Thorvaldsen. Sie überbrachte einen Brief, in dem der „Phidias unserer Zeit“ gebeten wurde, die Erstellung des geplanten Denkmals zu übernehmen. Thorvaldsen sagte zu, äußerte sich jedoch nicht zu der Vorgabe, Schiller als Sitzfigur darzustellen und Danneckers Büste zu verwenden, eine Einschränkung seiner künstlerischen Freiheit, die er später schlichtweg missachtete.
Nach seiner grundsätzlichen Zusage schuf der vielbeschäftigte Thorvaldsen jedoch erst 1835 einen halblebensgroßen Tonbozzetto des Schillerstandbilds. Sein Schüler Wilhelm Matthiä erstellte nach dieser Vorlage ein doppeltlebensgroßes Gipsmodell. Es wurde 1838 zusammen mit den Modellen der vier Sockelreliefs nach München gesendet und unter der Leitung von Johann Baptist Stiglmaier in der Königlichen Erzgießerei gegossen.
Die Planung der Denkmalanlage übernahm der Stuttgarter Architekt Nikolaus von Thouret, wie Dannecker ein ehemaliger Freund von Schiller. Dabei passte er einen Entwurf des schwedischen Architekten  Gottlieb Bindesbøll an die örtlichen Gegebenheiten an (→ Abbildung). Die ornamentale Bronzeverzierung modellierte der Architekt Ludwig Mäntler, die später hinzugefügten Kandelaber entwarf der Architekt Johann Mathäus Mauch. Sowohl Thorvaldsen als auch Stiglmayer und Thouret arbeiteten unentgeltlich, sie verlangten lediglich den Ersatz ihrer Auslagen. Insgesamt beliefen sich die Kosten des Denkmals auf über 45.000 Gulden, das entspricht etwa 1.130.000 Euro.

### Einweihung
Das Schillerdenkmal wurde nicht, wie ursprünglich vorgesehen, „zwischen Kraut und Rüben“ auf dem Schillerfeld außerhalb der Stadt aufgerichtet, sondern mitten in der Stadt auf dem Alten Schlossplatz, dem späteren Schillerplatz. Nach 14-jährigen Bemühungen wurde am Vorabend von Schillers 34. Todestag am 8. Mai 1839 das Denkmal feierlich enthüllt. Aus allen Teilen Deutschlands waren mehrere tausend Gäste angereist, unter denen die Organisationen der Sänger mit 1500 Teilnehmern die größte Gruppe bildeten. Nach einer Festrede von Gustav Schwab wurde das Denkmal der Stadt übereignet. Die städtische Prominenz feierte anschließend ein Festmahl, bei dem Georg Reinbeck für seine Verdienste um das Denkmal die Ehrenbürgerschaft der Stadt verliehen wurde. Das Volk begab sich zum Schillerfeld, wo „nicht nur der Wein in Strömen floß zu Ehren des Dichters, auch die Industrie hatte sich seines Namens bemächtigt; da waren Gläser, Krystallgefäße, Busennadeln mit seinem Bilde zu haben, da war ein eignes Schillerbackwerk, Schillerhaarbürsten, Schillerbonbons u. dgl. ausgeboten.“

### Rezeption
Das erste große Dichterdenkmal in Deutschland und das erste Nationaldenkmal Schillers war geboren. Als der spätere Romancier, Privatsekretär des Kronprinzen und Bau- und Gartendirektor Friedrich Wilhelm Hackländer 1840 nach Stuttgart kam, traf er beim Stadtbummel auch auf Thorwaldsens Schillerstandbild, wie er 1878 in dem „Roman meines Lebens“ berichtete:
„… ich flanirte ohne Zweck und Ziel durch die Straßen Stuttgarts. Hier war vor Kurzem das Standbild Schiller’s, von Thorwaldsen modellirt, enthüllt worden und man bewunderte damals noch ungetheilt die lebensvollen Formen des vortrefflichen Monuments, fand es auch nicht unpassend, daß der Dichter und Philosoph nachdenklich mit gesenktem Kopfe dasteht, statt sich aus dem Anblick des Himmels Begeisterung zu holen; während. es später Mode wurde, den berühmten Bildhauer darob in Wort und Lied zu verunglimpfen und die Statue des großen Dichters als verunglückt darzustellen. Ich war und bin nicht dieser Ansicht und liebe heute noch diese erste Thorwaldsen-Schillerstatue, besonders nach so manchen späteren verunglückten Versuchen, dem großen Dichter und Denker die Nase zu erheben.“
Das Unverständnis mancher Kritiker, die sich einen stolzen und keinen nachdenklichen Schiller gewünscht hatten, war bald vergessen, „trotz der harschen Kritik wurde das Schillerdenkmal von der Stuttgarter Bevölkerung begeistert gefeiert und erregte weit über die Landesgrenzen hinaus Aufmerksamkeit“. Ein Kunsthistoriker meint: „Wirklich berühmt und populär geworden ist Thorvaldsens Werk jedoch nicht; und es hat auch keine Nachfolge gefunden: Nicht eines der vielen späteren … Schillerdenkmale nimmt Bezug auf Thorvaldsens Schiller (jedenfalls nicht, was die Kopfhaltung angeht).“ Aber vielleicht hebt dies ja gerade Thorvaldsens Werk über viele andere hinaus, weil er Schiller als Dichter und Denker sah und ihn nicht als Vehikel des politischen Tageskampfs instrumentalisierte.

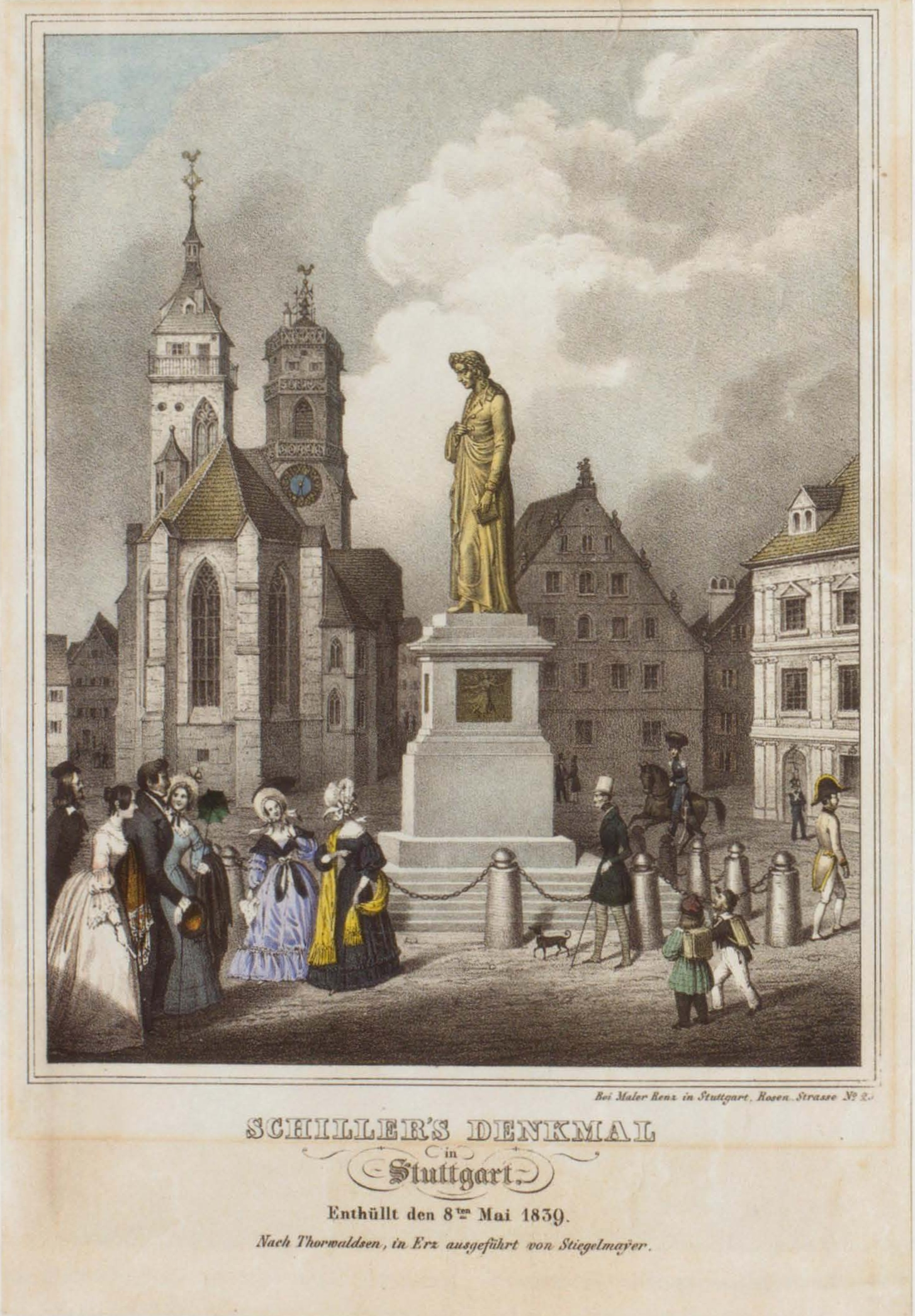
Schillerdenkmal, um 1839 (mit Absperrkette).
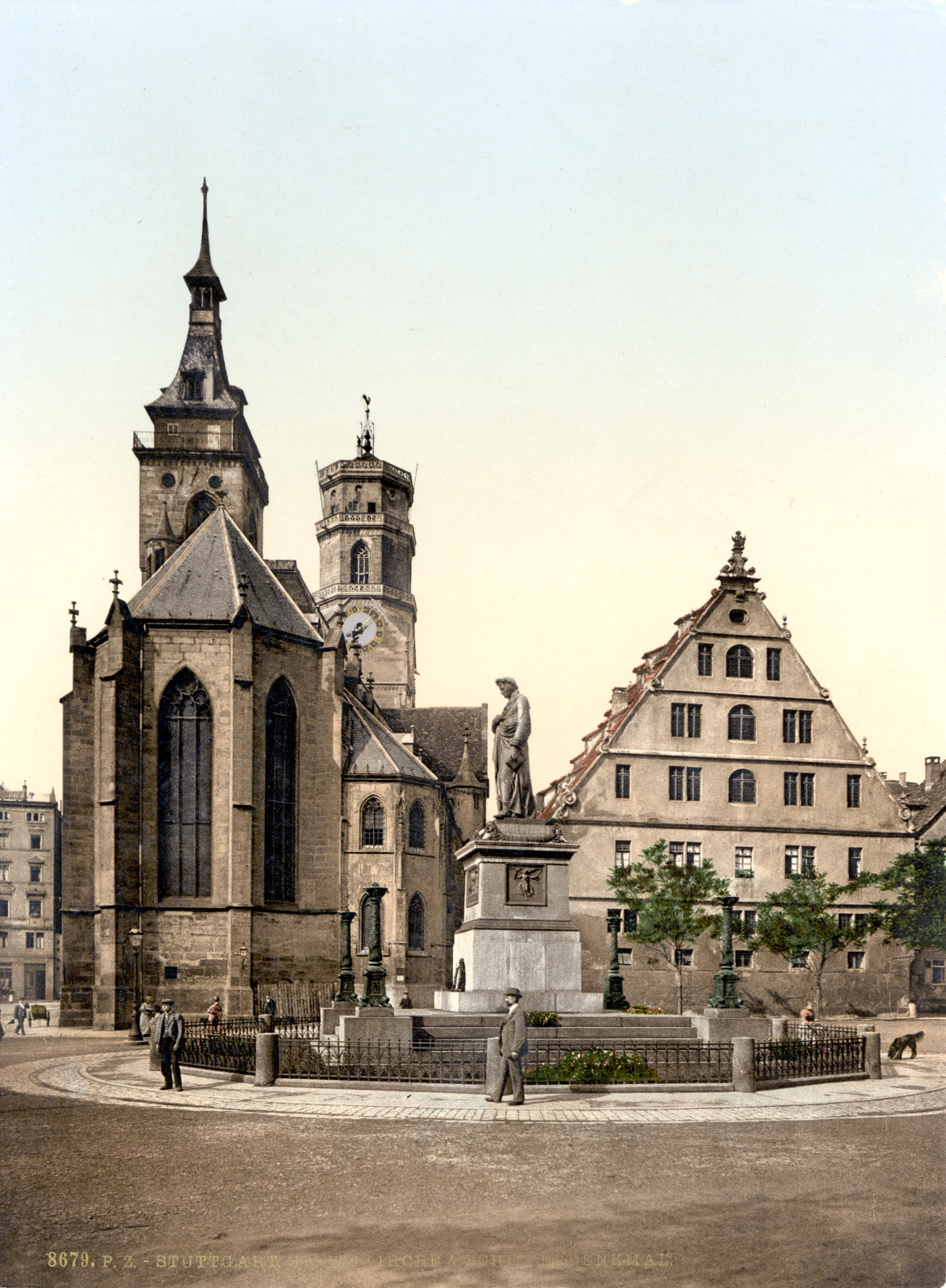
Schillerdenkmal, um 1890 bis 1905 (mit Absperrgitter).
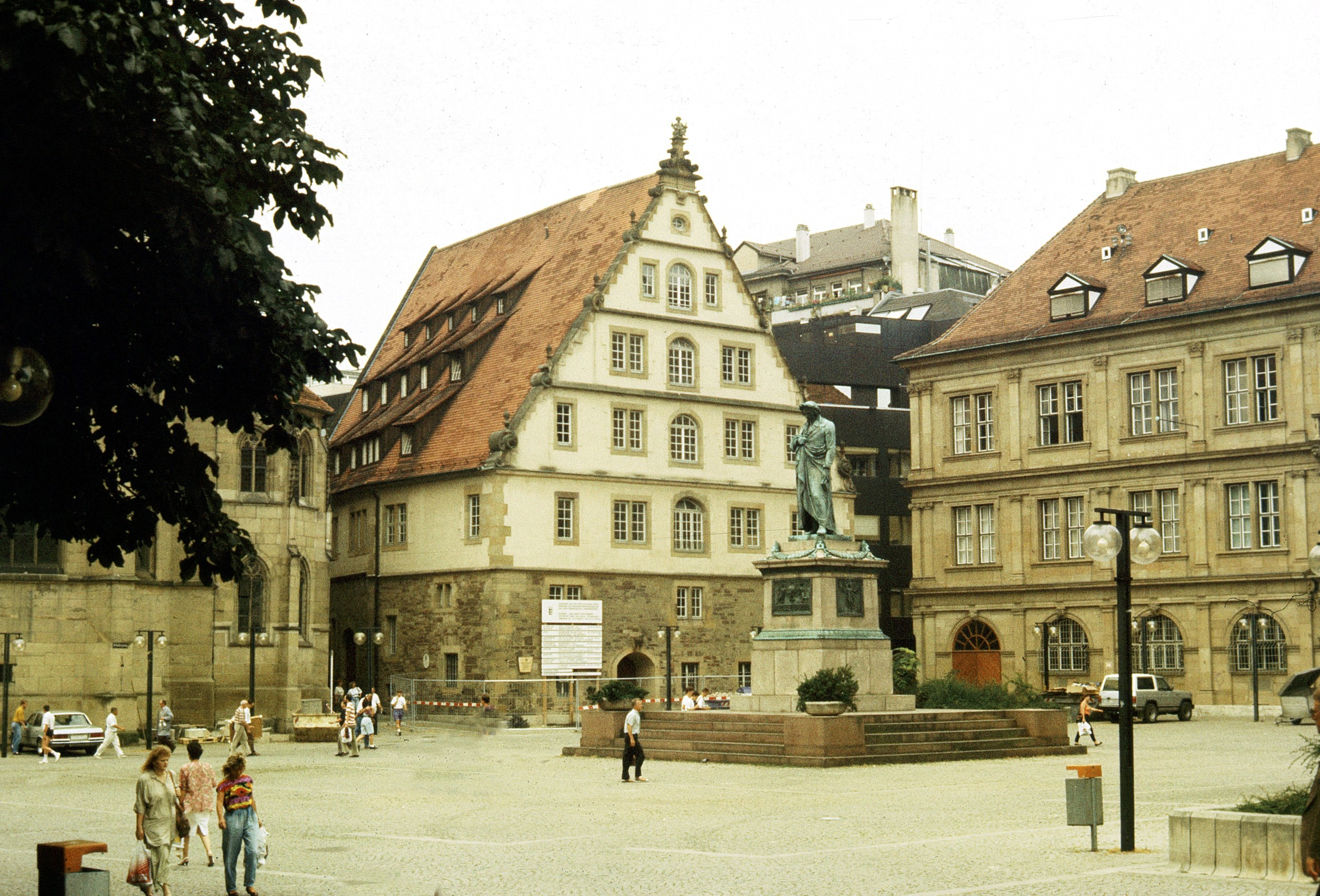
Schillerdenkmal, 1991 (Eckpodeste mit Blumenschmuck).
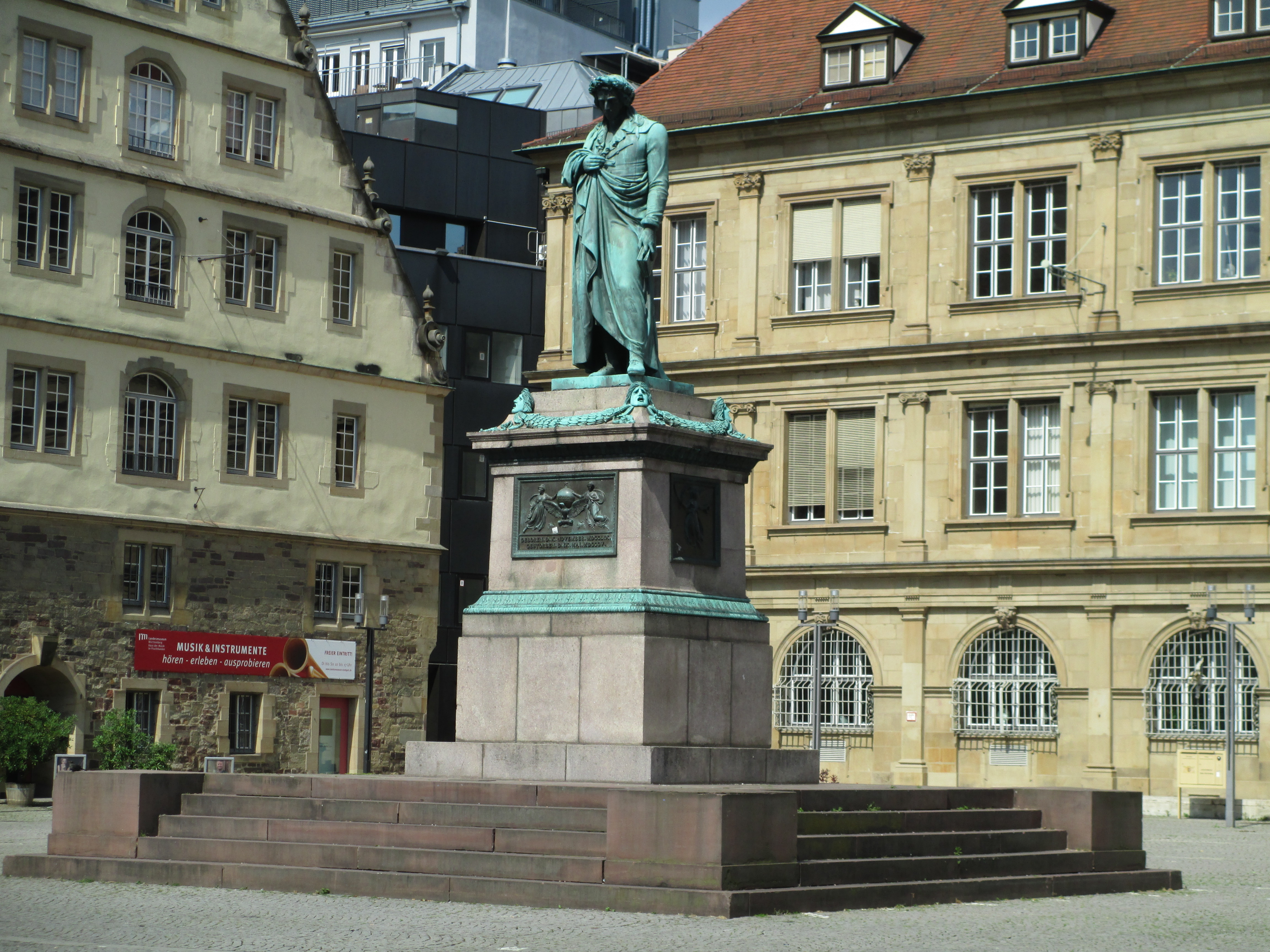
Schillerdenkmal, 2015 (leere Eckpodeste).

### Neuere Literatur
- Katharina Bott: Der Schwab muß dem Schwaben und Freund ein Monument machen. Danneckers Plan für ein Schillerdenkmal und Thorvaldvens Ausführung. In: Christian von Holst (Herausgeber): Schwäbischer Klassizismus zwischen Ideal und Wirklichkeit, Aufsätze. Stuttgart 1993, Seite 321–330.
- Das Schillerdenkmal. Paul Faerber: Nikolaus Friedrich von Thouret. Ein Baumeister des Klassizismus. Stuttgart 1949, Seite 352–356.
- Fritz Fischer: Wer ist der grämliche Mann da? – Thorvaldsens Schillerdenkmal. In: Sabine Rathgeb; Anette Schmidt; Fritz Fischer: Schiller in Stuttgart : anlässlich der Ausstellung im Württembergischen Landesmuseum in Stuttgart, 12. Februar 2005 – 24. Juli 2005. Stuttgart 2005, Seite 28–62, 168–189.
- Irene Ferchl: Stuttgart. Literarische Wegmarken in der Bücherstadt. Stuttgart 2000, Seite 44–47.
- Sylvia Heinje: Zur Geschichte des Stuttgarter Schiller-Denkmals von Bertel Thorvaldsen. In: Gerhard Bott (Herausgeber): Bertel Thorvaldsen. Untersuchungen zu seinem Werk und zur Kunst seiner Zeit. Köln 1977, Seite 399–418.
- Patricia Peschel: Der Stuttgarter Hofbildhauer Johann Ludwig von Hofer (1801 - 1887), Werkmonographie. Stuttgart 2009, Seite 116–136.
- Das Dichter- als Nationaldenkmal: Das Stuttgarter Schiller-Standbild von Bertel Thorvaldsen 1839. In: Friedemann Schmoll: Verewigte Nation. Studien zur Erinnerungskultur von Reich und Einzelstaat im württembergischen Denkmalkult des 19. Jahrhunderts. Tübingen 1995, Seite 129–148.
- Schiller und der Stuttgarter Liederkranz. In: Gustav Wais: Die Schiller-Stadt Stuttgart. Eine Darstellung der Schiller-Stätten in Stuttgart. Stuttgart 1955, Seite 70–76, Abbildung 104–112.
- Egon Weyer: Thorvaldsen, Dannecker und Stuttgart. Gedanken zum 125jährigen Bestehen des Schillerdenkmals. In: Beiträge zur Landeskunde. Regelmäßige Beilage zum Staatsanzeiger für Baden-Württemberg, Nummer 4, Oktober 1964, Seite 1–9.
- Dagmar Zimdars (Redaktion): Baden-Württemberg I. Die Regierungsbezirke Stuttgart und Karlsruhe. In: Georg Dehio (Herausgeber): Handbuch der deutschen Kunstdenkmäler. München 1993, Seite 774.

### Ältere Literatur
- Das Schillerfest. Das Schillerdenkmal. In: Otto Elben: Erinnerungen aus der Geschichte des Stuttgarter Liederkranzes : Festgabe zum 70 jährigen Jubiläum. Stuttgart 1894, Seite 9–16.
- Ernst Förster: Das ehrne Standbild Schillers auf dem alten Schloßplatz zu Stuttgart. In: Morgenblatt für gebildete Leser / Kunstblatt, Jahrgang 20, Nummer 41, 21. Mai 1839, Seite 161–164, online.
- Friedrich Hackländer: Der Roman meines Lebens. Band 1. Stuttgart : Krabbe, 1878, Seite 171.
- Emil Mayer: Mitteilungen über die Errichtung des Schillerdenkmals in Stuttgart. In: Monatsschrift des Württembergischen Vereins für Baukunde, Jahrgang 1893, Heft 4, Seite 25–30.
- Just Mathias Thiele: Thorwaldsen’s Leben. Band 2: Leipzig 1856, Seite 221–231, 302–303, 318–321, 334, online.
- Just Mathias Thiele: Thorwaldsen’s Leben. Band 3: Leipzig 1856, Seite 87–91, 119–120, online.